# Mount Brown, Östantarktis
Mount Brown är ett berg i Antarktis. Det ligger i Östantarktis. Australien gör anspråk på området. Toppen på Mount Brown är 1 982 meter över havet.
Terrängen runt Mount Brown är huvudsakligen en högslätt. Trakten är obefolkad. Det finns inga samhällen i närheten.